# ایدن (یوتا)
ایدن (به انگلیسی: Eden) یک منطقهٔ مسکونی در ایالات متحده آمریکا است که در شهرستان وبر، یوتا واقع شده‌است. ایدن ۶۰۰ نفر جمعیت دارد و ۱٬۵۰۶٫۰۴ متر بالاتر از سطح دریا واقع شده‌است.